# Teredorus
Teredorus is een geslacht van rechtvleugeligen uit de familie doornsprinkhanen (Tetrigidae). De wetenschappelijke naam van dit geslacht werd voor het eerst geldig gepubliceerd in 1907 door Hancock.

## Soorten
Het geslacht Teredorus omvat de volgende soorten:
- Teredorus albimarginus Zheng & Zhou, 1996
- Teredorus anhuiensis (Zha, Deng & Zheng, 2014)
- Teredorus bashanensis Zheng, 1993
- Teredorus bhattacharyai Shishodia, 1991
- Teredorus bidentatus Zheng, Huo & Zhang, 2000
- Teredorus bipulvillus Zheng, 2006
- Teredorus brachinota Zheng & Xu, 2010
- Teredorus brachinotoides Zheng, Ou & Lin, 2012
- Teredorus camurimarginus Zheng, 1998
- Teredorus carmichaeli Hancock, 1915
- Teredorus chiangraiensis Zha & Hyde, 2016
- Teredorus choui Zheng, Ou & Lin, 2012
- Teredorus combfemorus Zha & Hyde, 2016
- Teredorus ebenotus Zheng & Li, 2001
- Teredorus eurylobatus Zheng, Shi & Mao, 2010
- Teredorus flatimarginus Zheng & Liang, 2000
- Teredorus flavistrial Zheng, 2006
- Teredorus frontalis Hancock, 1915
- Teredorus fujianensis Zheng & Li, 2001
- Teredorus guangxiensis Zheng, Shi & Luo, 2003
- Teredorus guizhouensis Zheng, 1993
- Teredorus hainanensis Zheng, 1993
- Teredorus hunanensis Deng, Lei, Zheng, 2014
- Teredorus jinshaensis Zha & Ding, 2017
- Teredorus longipulvillus Zheng, 1988
- Teredorus nigropennis Deng, Zheng & Lu, 2013
- Teredorus parvipulvillus Deng, Lei, Zheng, 2014
- Teredorus prominemarginis Zheng & Jiang, 1993
- Teredorus sanqingshanenensis Deng, 2016
- Teredorus stenofrons Hancock, 1907
- Teredorus taibeiensis Zheng & Xu, 2010
- Teredorus vicinus Storozhenko, 2019[2]
- Teredorus wuyishanensis Zheng, 1993
- Teredorus xishuiensis Zheng, Li & Shi, 2003

### Synoniemen
- Teredorus truncatus Shishodia, 1991 => Systolederus truncatus (Shishodia, 1991)